# Spike en de Magische Steen
Spike en de Magische Steen (Duits: Latte Igel und der magische Wasserstein) is een Duits-Belgische komische computeranimatiefilm, gebaseerd op de boeken geschreven door Sebastian Lybeck. Lybeck begon in 1958 met korte verhalen over Latte de egel, het merendeel van de film is gebaseerd op Latte and the Magic Waterstone uit 1971. Op 31 juli 2020 maakte de film een streamingdebuut op Netflix.

## Plot
Een moedig klein egeltje neemt zich voor het bos te redden na een vreselijk incident. Om dit te doen moet ze een magische watersteen redden uit de klauwen van een kwaadaardige berenkoning. Samen met haar eekhoornvriendje reist ze richting het land van de beren.

## Stemverdeling
| Acteur             | Personage                    | Rolbeschrijving                                           | Duitse stemacteur | Nederlandse stemacteur      |
| ------------------ | ---------------------------- | --------------------------------------------------------- | ----------------- | --------------------------- |
| Ashley Bornancin   | Spike (Latte)                | Een dappere goedhartige jonge vrouwelijke egel.           | Luisa Wietzorek   | Vajèn van den Bosch         |
| Carter Hastings    | Tjum                         | Een verlegen onhandige rode eekhoorn.                     | Tim Schwarzmeier  | Dorian Bindels              |
| Kaycie Chase       | Mira                         | Tjum's jongere zusje.                                     |                   | Gioia Parijs                |
| Paulette Lifton    | vrouwelijke konijnen         |                                                           |                   |                             |
| Linus Drews        | everzwijnen                  |                                                           |                   | Jessie Bom Tess van de Hoef |
| Carla Renata       | everzwijnenmoeder            |                                                           |                   | Patty Paff                  |
| Danny Fehsenfield  | Koning Bantoer (King Bantur) | Een agressieve en wraakzuchtige kodiakbeer.               | Henning Baum      | Leo Richardson              |
| Gunnar Sizemore    | Amaroe (Amaroo)              | De zoon van Bantoer en later één van Tjum’s vrienden.     | Timur Bartels     | Olivier Banga               |
| Sophie Simpson     | berenmoeder                  |                                                           |                   | Jannemien Cnossen           |
| Byron Marc Newsome | berenbewakers                |                                                           |                   | Murth Mossel Timo Bakker    |
| Leslie L. Miller   | Greta                        | Een bijengifkikker met overgewicht die in een grot leeft. |                   | Gerda Havertong             |
| Julian Grant       | Johnson                      | Een zwarte kraai.                                         | Uli Krohm         | Johnny Kraaijkamp jr.       |
| Eric Saleh         | Aken                         | Een oude haas.                                            |                   | Jan Nonhof                  |
|                    | Vito                         | Een oude pessimistische egel.                             |                   | Hero Muller                 |
| Daniel Amerman     | prins Lupo                   | Een poolvos.                                              | Michael Deffert   | Jelle Amersfoort            |
|                    | Tjum's moeder                |                                                           | Maud Ackermann    |                             |
|                    | Tjum's vader                 |                                                           |                   | Marc Krone                  |
|                    | berendansers                 |                                                           |                   | Rutger Le Poole             |
|                    | overige vrouwelijke beren    |                                                           |                   | Jorien Zeevaart             |
|                    | Lupo's vriendin              |                                                           |                   | Peggy Vrijens               |
|                    | Lupo's handlanger            |                                                           |                   | Ewout Eggink                |